# Sandrine Bideau
Pour les articles homonymes, voir Bideau.
Sandrine Bideau née le 12 avril 1989 au Blanc-Mesnil est une coureuse cycliste française, membre de l'équipe St Michel Auber 93. Elle compte plusieurs sélections en équipe de France pour des manches de coupe du monde ainsi qu'au championnat du monde sur route de 2012.

## Palmarès

### Par années
- 2010

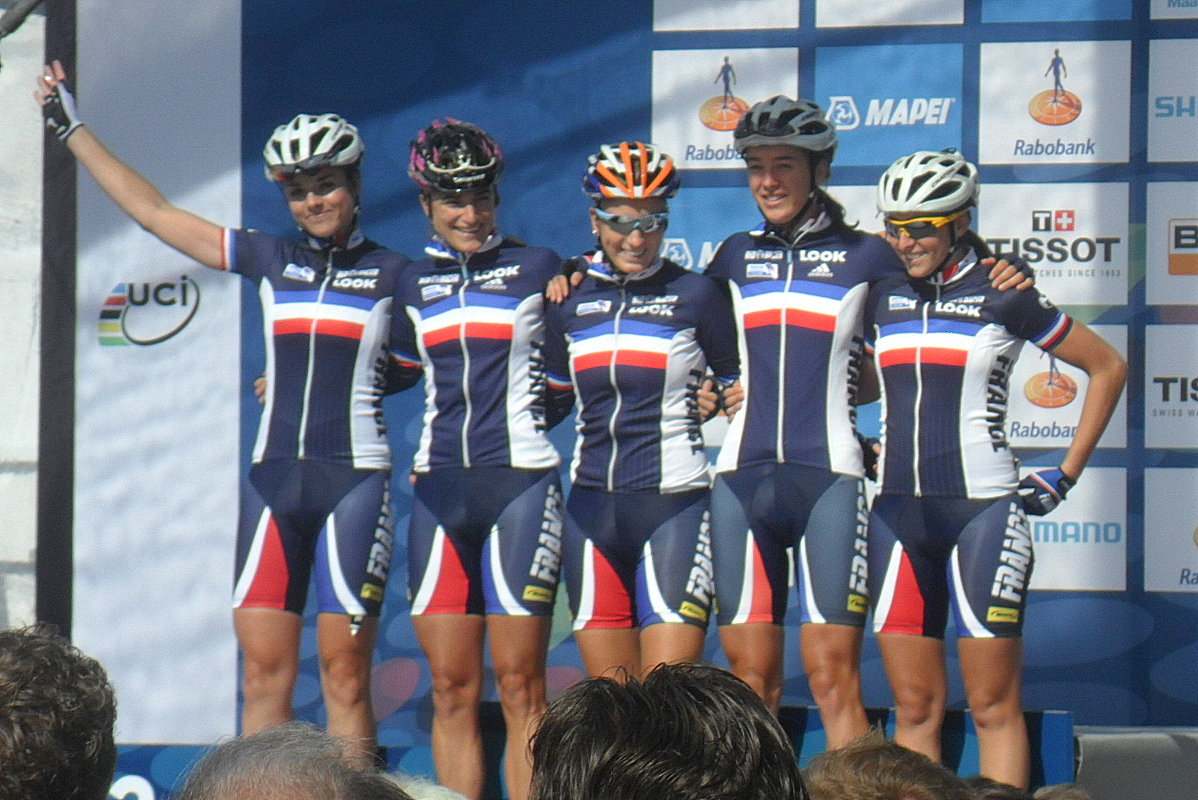
Sandrine Bideau (à droite) avec l'équipe de France au championnat du monde sur route de 2012

  - 2e du Prix de la Ville du Mont Pujols
- 2011
  - Championne d'Île-de-France du contre-la-montre
- 2012
  - Championne d'Île-de-France du contre-la-montre
  - 3e du Tour de Charente-Maritime
- 2015
  - Championne de la région Centre sur route
  - 2e du Prix de la Ville du Mont Pujols
  - 2e du Grand Prix de Plumelec-Morbihan
- 2016
  - 2e du Grand Prix Fémin'Ain

### Résultats sur les grands tours

#### Tour de France
2 participations
- 2022 : 87e
- 2023 : 112e

### Classements mondiaux
| Année                                 | 2012 | 2013 | 2014 | 2015 | 2016 | 2017 | 2018 | 2019 | 2020 | 2021 | 2022 |
| ------------------------------------- | ---- | ---- | ---- | ---- | ---- | ---- | ---- | ---- | ---- | ---- | ---- |
| Classement UCI                        | 229e | nc   | 569e | 110e | nc   | nc   | nc   | nc   | 444e | 855e | 339e |
|                                       |      |      |      |      |      |      |      |      |      |      |      |
| Légende : nc = non classéSource : UCI |      |      |      |      |      |      |      |      |      |      |      |